# Mistrovství světa v házené mužů 2017
Mistrovství světa v házené mužů 2017 představovalo 25. ročník mužského světového šampionátu v házené, který probíhal mezi 11. až 19. lednem 2017 v osmi francouzských městech. Turnaj, na němž startovalo dvacet čtyři reprezentačních týmů ve čtyřech základních skupinách, organizovala Mezinárodní házenkářská federace. Francie již mužská mistrovství světa pořádala v letech 1970 a 2001.
Pošesté v historii se mistrem světa stalo francouzské družstvo, když navázalo na vítězství z let 1995, 2001, 2009, 2011 a 2015. Francouzští obhájci titulu ve finále porazili Norsko, zejména díky přesvědčivému výkonu ve druhé polovině. Bronzovou medaili vybojovali Slovinci po vítězství nad dalším balkánským týmem z Chorvatska. Výběry Norska a Slovinska si tak odvezly vůbec první cenné kovy ze světových šampionátů mužů.
Na prosincovém Mistrovství světa v házené žen 2017 pak v boji o zlato porazila také Francie reprezentaci Norska.

## Výběr pořadatele
Francie získala pořadatelství světového šampionátu 15. prosince 2011 na zasedání rady Mezinárodní házenkářské federace v São Paulu během konání MS v házené žen. Hostitelem mužských šampionátů světa již byla v letech 1970 a 2001. V hlasování tak porazila druhého uchazeče z evropského kontinentu, Dánsko. Třetím zájemcem o konání se původně stalo Norsko, které však nedoručilo oficiální přihlášku na vedení IHF ve stanoveném termínu.
Francouzská kandidatura za dějistě konání nejdříve zahrnovala města Bordeaux, Dunkerk, Lyon a Nanterre namísto Albertville, Brestu, Met a Rouenu. Také avizované Aix-en-Provence bylo odhlášeno pro neschopnost včasného splnění technických parametrů haly.

## Dějiště
Šampionát probíhal v osmi arénách francouzských měst Paříž, Rouen, Nantes, Albertville, Montpellier, Lille, Brest a Mety.
| Lille                             | Paříž                                                                                                | Nantes                            |
| --------------------------------- | --- | --------------------------------- |
| Stade Pierre-Mauroy               | AccorHotels Arena                                                                                    | Exponantes – Hall XXL             |
| Kapacita: 27 500 / otevření: 2012 | Kapacita: 15 700 / otevření: 1984                                                                    | Kapacita: 10 800 / otevření: 2013 |
|                                   | |                                   |
| Montpellier                       | Lille Paříž Montpellier Rouen Albertville Nantes Mety Brest Pořadatelská města MS v házené mužů 2017 | Albertville                       |
| Arena de Montpellier              | Lille Paříž Montpellier Rouen Albertville Nantes Mety Brest Pořadatelská města MS v házené mužů 2017 | Halle olympique                   |
| Kapacita: 9 850 / otevření: 2010  | Lille Paříž Montpellier Rouen Albertville Nantes Mety Brest Pořadatelská města MS v házené mužů 2017 | Kapacita: 6 500 / otevření: 1991  |
|                                   | Lille Paříž Montpellier Rouen Albertville Nantes Mety Brest Pořadatelská města MS v házené mužů 2017 |                                   |
| Rouen                             | Brest                                                                                                | Mety                              |
| Kindarena                         | Brest Arena                                                                                          | Arènes de Metz                    |
| Kapacita: 5 600 / otevření: 2012  | Kapacita: 4 000 / otevření: 2014                                                                     | Kapacita: 5 000 / otevření: 2002  |
|                                   | |                                   |

## Kvalifikace
Turnaje se zúčastnilo dvacet čtyři družstev. Francie měla místo zajištěno automaticky z titulu pořadatelského státu. Vzhledem k tomu, že byla zároveň úřadujícím mistrem světa, jemuž také příslušelo místo bez nutnosti kvalifikace, přešlo toto automatické pozvání na úřadujícího vicemistra světa z Kataru. Zbylých dvacet dva týmů se na šampionát probojovalo díky nejlepším umístěním v kontinentálních mistrovstvích, včetně nástavbové evropské kvalifikace. Jediná divoká karta byla přidělena Norsku.
| Kvalifikační soutěž          | datum                               | míst | kvalifikant                                                               |
| ---------------------------- | ----------------------------------- | ---- | ------------------------------------------------------------------------- |
| Pořadatel                    | 15. prosince 2011                   | 1    | Francie                                                                   |
| Mistrovství světa 2015       | 15. ledna – 1. února 2015           | 1    | Katar                                                                     |
| Mistrovství Asie 2016        | 15.–28. ledna 2016                  | 3    | Bahrajn Japonsko Saúdská Arábie                                           |
| Mistrovství Afriky 2016      | 21.–30. ledna 2016                  | 3    | Angola Egypt Tunisko                                                      |
| Mistrovství Evropy 2016      | 15.–31. ledna 2016                  | 3    | Chorvatsko Německo Španělsko                                              |
| Evropská kvalifikace 2017    | 4. listopadu 2015 – 16. června 2016 | 9    | Bělorusko Dánsko Maďarsko Island Makedonie Polsko Rusko Slovinsko Švédsko |
| Panamerické mistrovství 2016 | 11.–19. června 2016                 | 3    | Argentina Brazílie Chile                                                  |
| Divoká karta                 |                                     | 1    | Norsko                                                                    |

## Kvalifikované týmy
| Stát                                     | způsob kvalifikování                     | datum             | předchozí účasti | předchozí účasti |
| ---------------------------------------- | ---------------------------------------- | ----------------- | ---------------- | --- |
| Francie                                  | pořadatel                                | 15. prosince 2011 | 20x              | 1954, 1958, 1961, 1964, 1967, 1970, 1978, 1990, 1993, 1995, 1997, 1999, 2001, 2003, 2005, 2007, 2009, 2011, 2013, 2015             |
| Katar                                    | vicemistr světa                          | 30. ledna 2015    | 5x               | 2003, 2005, 2007, 2013, 2015 |
| Bahrajn                                  | semifinalista Mistrovství Asie 2016      | 24. ledna 2016    | 1x               | 2011 |
| Japonsko                                 | semifinalista Mistrovství Asie 2016      | 24. ledna 2016    | 12x              | 1961, 1964, 1967, 1970, 1974, 1978, 1982, 1990, 1995, 1997, 2005, 2011                                                             |
| Saúdská Arábie                           | semifinalista Mistrovství Asie 2016      | 24. ledna 2016    | 7x               | 1997, 1999, 2001, 2003, 2009, 2013, 2015                                                                                           |
| Egypt                                    | finalista Mistrovství Afriky 2016        | 29. ledna 2016    | 13x              | 1964, 1993, 1995, 1997, 1999, 2001, 2003, 2005, 2007, 2009, 2011, 2013, 2015                                                       |
| Německo                                  | finalista Mistrovství Evropy 2016        | 29. ledna 2016    | 22x              | 1938, 1954, 1958, 1961, 1964, 1967, 1970, 1974, 1978, 1982, 1986, 1993, 1995, 1999, 2001, 2003, 2005, 2007, 2009, 2011, 2013, 2015 |
| Španělsko                                | finalista Mistrovství Evropy 2016        | 29. ledna 2016    | 18x              | 1958, 1974, 1978, 1982, 1986, 1990, 1993, 1995, 1997, 1999, 2001, 2003, 2005, 2007, 2009, 2011, 2013, 2015                         |
| Tunisko                                  | finalista Mistrovství Afriky 2016        | 29. ledna 2016    | 12x              | 1967, 1995, 1997, 1999, 2001, 2003, 2005, 2007, 2009, 2011, 2013, 2015                                                             |
| Angola                                   | 3. místo Mistrovství Afriky 2016         | 30. ledna 2016    | 2x               | 2005, 2007 |
| Chorvatsko                               | 3. místo Mistrovství Evropy 2016         | 31. ledna 2016    | 11x              | 1995, 1997, 1999, 2001, 2003, 2005, 2007, 2009, 2011, 2013, 2015                                                                   |
| Bělorusko                                | vítěz evropské baráže                    | 15. června 2016   | 3x               | 1995, 2013, 2015 |
| Dánsko                                   | vítěz evropské baráže                    | 15. června 2016   | 21x              | 1938, 1954, 1958, 1961, 1964, 1967, 1970, 1974, 1978, 1982, 1986, 1993, 1995, 1999, 2003, 2005, 2007, 2009, 2011, 2013, 2015       |
| Maďarsko                                 | vítěz evropské baráže                    | 15. června 2016   | 18x              | 1999, 2009, 2013, 2015 |
| Makedonie                                | vítěz evropské baráže                    | 15. června 2016   | 4x               | 1999, 2009, 2013, 2015 |
| Polsko                                   | vítěz evropské baráže                    | 15. června 2016   | 14x              | 1958, 1967, 1970, 1974, 1978, 1982, 1986, 1990, 2003, 2007, 2009, 2011, 2013, 2015)                                                |
| Rusko                                    | vítěz evropské baráže                    | 15. června 2016   | 11x              | 1939, 1995, 1997, 1999, 2001, 2003, 2005, 2007, 2009, 2013. 2015                                                                   |
| Slovinsko                                | vítěz evropské baráže                    | 15. června 2016   | 7x               | 1995, 2001, 2003, 2005, 2007, 2013, 2015                                                                                           |
| Švédsko                                  | vítěz evropské baráže                    | 15. června 2016   | 22x              | 1938, 1954, 1958, 1961, 1964, 1967, 1970, 1974, 1978, 1982, 1986, 1990, 1993, 1995, 1997, 1999, 2001, 2003, 2005, 2009, 2011, 2015 |
| Island                                   | vítěz evropské baráže                    | 16. června 2016   | 18x              | 1958, 1961, 1964, 1970, 1974, 1978, 1986, 1990, 1993, 1995, 1997, 2001, 2003, 2005, 2007, 2011, 2013, 2015                         |
| Brazílie                                 | finalista Panamerického mistrovství 2016 | 18. června 2016   | 12x              | 1958, 1995, 1997, 1999, 2001, 2003, 2005, 2007, 2009, 2011, 2013, 2015                                                             |
| Chile                                    | finalista Panamerického mistrovství 2016 | 18. června 2016   | 3x               | 2011, 2013, 2015 |
| Argentina                                | 3. místo Panamerického mistrovství 2016  | 19. června 2016   | 10x              | 1997, 1999, 2001, 2003, 2005, 2007, 2009, 2011, 2013, 2015                                                                         |
| Norsko                                   | divoká karta                             | 21. června 2016   | 13x              | 1958, 1961, 1964, 1967, 1970, 1993, 1997, 1999, 2001, 2005, 2007, 2009, 2011                                                       |
| tučně – mistr světa, kurziva – pořadatel |                                          |                   |                  | |

## Rozlosování
Rozlosování se uskutečněno 24. června 2016 ve francouzské metropoli Paříži.

### Nasazení
| Nasazení dle výkonnostních košů | Nasazení dle výkonnostních košů    | Nasazení dle výkonnostních košů   | Nasazení dle výkonnostních košů | Nasazení dle výkonnostních košů | Nasazení dle výkonnostních košů        |
| 1. koš                          | 2. koš                             | 3. koš                            | 4. koš                          | 5. koš                          | 6. koš                                 |
| ------------------------------- | ---------------------------------- | --------------------------------- | ------------------------------- | ------------------------------- | -------------------------------------- |
| Francie Německo Katar Španělsko | Chorvatsko Slovinsko Dánsko Polsko | Švédsko Rusko Bělorusko Makedonie | Maďarsko Island Brazílie Egypt  | Tunisko Chile Bahrajn Japonsko  | Argentina Angola Saúdská Arábie Norsko |

## Rozhodčí
Na mistrovství světa bylo vybráno 16 dvojic rozhodčích:
| Rozhodčí  | Rozhodčí                                  |
| --------- | ----------------------------------------- |
| Argentina | Julian Grillo Sebastián Lenci             |
| Česko     | Václav Horáček Jiří Novotný               |
| Dánsko    | Martin Gjeding Mads Hansen                |
| Francie   | Charlotte Bonaventura Julie Bonaventura   |
| Francie   | Laurent Reveret Stevann Pichon            |
| Německo   | Lars Geipel Marcus Helbig                 |
| Írán      | Majid Kolahdouzan Alireza Mousaviannazhad |
| Lotyšsko  | Renārs Līcis Zigmārs Sondors              |

| Rozhodčí    | Rozhodčí                          |
| ----------- | --------------------------------- |
| Litva       | Mindaugas Gatelis Vaidas Mažeika  |
| Makedonie   | Gjorgji Nachevski Slave Nikolov   |
| Černá Hora  | Ivan Pavićević Miloš Ražnatović   |
| Slovinsko   | Bojan Lah David Sok               |
| Jižní Korea | Lee Se-ok Koo Bon-ok              |
| Španělsko   | Óscar López Ángel Ramírez         |
| Švýcarsko   | Arthur Brunner Morad Salah        |
| Tunisko     | Ismail Boualloucha Ramzi Khenissi |

## Základní skupiny
Program organizátoři zveřejnili 23. září 2015. Časy utkání jsou uvedeny ve středoevropském pásmu (UTC+1).

### Skupina A
| Poř. | tým      | Z | V | R | P | VB  | OB  | +/− | B  | výsledek             |
| ---- | -------- | - | - | - | - | --- | --- | --- | -- | -------------------- |
| 1.   | Francie  | 5 | 5 | 0 | 0 | 154 | 112 | +42 | 10 | postup do osmifinále |
| 2.   | Norsko   | 5 | 4 | 0 | 1 | 155 | 124 | +31 | 8  | postup do osmifinále |
| 3.   | Rusko    | 5 | 3 | 0 | 2 | 139 | 136 | +3  | 6  | postup do osmifinále |
| 4.   | Brazílie | 5 | 2 | 0 | 3 | 121 | 146 | −25 | 4  | postup do osmifinále |
| 5.   | Polsko   | 5 | 1 | 0 | 4 | 115 | 125 | −10 | 2  | Prezidentský pohár   |
| 6.   | Japonsko | 5 | 0 | 0 | 5 | 120 | 161 | −41 | 0  | Prezidentský pohár   |

Zápasy
| 11. ledna 2017 20:45 | Francie | 31–16  | Brazílie | AccorHotels Arena, Paříž Počet diváků: 15 609 Rozhodčí: Lah, Sok (SLO) |
| 11. ledna 2017 20:45 | Porte 6 | (17–7) | Toledo 5 | AccorHotels Arena, Paříž Počet diváků: 15 609 Rozhodčí: Lah, Sok (SLO) |
| 11. ledna 2017 20:45 | 4× 2×   | souhrn | 3×       | AccorHotels Arena, Paříž Počet diváků: 15 609 Rozhodčí: Lah, Sok (SLO) |

| 12. ledna 2017 17:45 | Rusko       | 39–29   | Japonsko | Exponantes – Hall XXL, Nantes Počet diváků: 4 867 Rozhodčí: Kolahdouzan, Mousaviannazhad (IRN) |
| 12. ledna 2017 17:45 | tři hráči 6 | (18–15) | Šida 7   | Exponantes – Hall XXL, Nantes Počet diváků: 4 867 Rozhodčí: Kolahdouzan, Mousaviannazhad (IRN) |
| 12. ledna 2017 17:45 | 3× 2×       | souhrn  | 3×       | Exponantes – Hall XXL, Nantes Počet diváků: 4 867 Rozhodčí: Kolahdouzan, Mousaviannazhad (IRN) |

| 12. ledna 2017 20:45 | Polsko   | 20–22   | Norsko       | Exponantes – Hall XXL, Nantes Počet diváků: 5 356 Rozhodčí: Brunner, Salah (SUI) |
| 12. ledna 2017 20:45 | Daszek 7 | (10–12) | Lie Hansen 6 | Exponantes – Hall XXL, Nantes Počet diváků: 5 356 Rozhodčí: Brunner, Salah (SUI) |
| 12. ledna 2017 20:45 | 3× 2×    | souhrn  | 6× 4×        | Exponantes – Hall XXL, Nantes Počet diváků: 5 356 Rozhodčí: Brunner, Salah (SUI) |

| 13. ledna 2017 17:45 | Japonsko | 19–31  | Francie    | Exponantes – Hall XXL, Nantes Počet diváků: 10 500 Rozhodčí: Brunner, Salah (SUI) |
| 13. ledna 2017 17:45 | Uegaki 5 | (9–17) | Fabregas 7 | Exponantes – Hall XXL, Nantes Počet diváků: 10 500 Rozhodčí: Brunner, Salah (SUI) |
| 13. ledna 2017 17:45 | 2×       | souhrn | 2× 3×      | Exponantes – Hall XXL, Nantes Počet diváků: 10 500 Rozhodčí: Brunner, Salah (SUI) |

| 14. ledna 2017 14:45 | Brazílie | 28–24   | Polsko       | Exponantes – Hall XXL, Nantes Počet diváků: 10 171 Rozhodčí: Horáček, Novotný (CZE) |
| 14. ledna 2017 14:45 | Toledo 8 | (16–11) | Paczkowski 6 | Exponantes – Hall XXL, Nantes Počet diváků: 10 171 Rozhodčí: Horáček, Novotný (CZE) |
| 14. ledna 2017 14:45 | 3×       | souhrn  | 1×           | Exponantes – Hall XXL, Nantes Počet diváků: 10 171 Rozhodčí: Horáček, Novotný (CZE) |

| 14. ledna 2017 17:45 | Norsko     | 28–24   | Rusko    | Exponantes – Hall XXL, Nantes Počet diváků: 9 812 Rozhodčí: Gjeding, Hansen (DEN) |
| 14. ledna 2017 17:45 | Bjørnsen 7 | (15–11) | Soroka 8 | Exponantes – Hall XXL, Nantes Počet diváků: 9 812 Rozhodčí: Gjeding, Hansen (DEN) |
| 14. ledna 2017 17:45 | 2×         | souhrn  | 4× 3×    | Exponantes – Hall XXL, Nantes Počet diváků: 9 812 Rozhodčí: Gjeding, Hansen (DEN) |

| 15. ledna 2017 17:45 | Francie     | 31–28   | Norsko    | Exponantes – Hall XXL, Nantes Počet diváků: 10 500 Rozhodčí: Kolahdouzan, Mousaviannazhad (IRN) |
| 15. ledna 2017 17:45 | tři hráči 5 | (16–12) | Sagosen 7 | Exponantes – Hall XXL, Nantes Počet diváků: 10 500 Rozhodčí: Kolahdouzan, Mousaviannazhad (IRN) |
| 15. ledna 2017 17:45 | 5× 3× 1×    | souhrn  | 7× 3× 1×  | Exponantes – Hall XXL, Nantes Počet diváků: 10 500 Rozhodčí: Kolahdouzan, Mousaviannazhad (IRN) |

| 15. ledna 2017 20:45 | Brazílie  | 27–24   | Japonsko | Exponantes – Hall XXL, Nantes Počet diváků: 8 326 Rozhodčí: Gjeding, Hansen (DEN) |
| 15. ledna 2017 20:45 | Langaro 8 | (14–12) | Tokuda 7 | Exponantes – Hall XXL, Nantes Počet diváků: 8 326 Rozhodčí: Gjeding, Hansen (DEN) |
| 15. ledna 2017 20:45 | 2× 1×     | souhrn  | 2× 3×    | Exponantes – Hall XXL, Nantes Počet diváků: 8 326 Rozhodčí: Gjeding, Hansen (DEN) |

| 16. ledna 2017 20:45 | Polsko      | 20–24  | Rusko      | Exponantes – Hall XXL, Nantes Počet diváků: 4 961 Rozhodčí: Horáček, Novotný (CZE) |
| 16. ledna 2017 20:45 | T. Gębala 4 | (9–13) | Kovaljov 7 | Exponantes – Hall XXL, Nantes Počet diváků: 4 961 Rozhodčí: Horáček, Novotný (CZE) |
| 16. ledna 2017 20:45 | 5× 2× 1×    | souhrn | 3× 1×      | Exponantes – Hall XXL, Nantes Počet diváků: 4 961 Rozhodčí: Horáček, Novotný (CZE) |

| 17. ledna 2017 14:00 | Norsko    | 39–26   | Brazílie          | Exponantes – Hall XXL, Nantes Počet diváků: 5 943 Rozhodčí: Horáček, Novotný (CZE) |
| 17. ledna 2017 14:00 | Sagosen 7 | (18–13) | Chiuffa, Pozzer 6 | Exponantes – Hall XXL, Nantes Počet diváků: 5 943 Rozhodčí: Horáček, Novotný (CZE) |
| 17. ledna 2017 14:00 | 3× 2×     | souhrn  | 6× 1×             | Exponantes – Hall XXL, Nantes Počet diváků: 5 943 Rozhodčí: Horáček, Novotný (CZE) |

| 17. ledna 2017 17:45 | Polsko   | 26–25  | Japonsko | Exponantes – Hall XXL, Nantes Počet diváků: 8 655 Rozhodčí: Brunner, Salah (SUI) |
| 17. ledna 2017 17:45 | Daszek 5 | (9–11) | Šida 9   | Exponantes – Hall XXL, Nantes Počet diváků: 8 655 Rozhodčí: Brunner, Salah (SUI) |
| 17. ledna 2017 17:45 | 4× 3×    | souhrn | 1× 2×    | Exponantes – Hall XXL, Nantes Počet diváků: 8 655 Rozhodčí: Brunner, Salah (SUI) |

| 17. ledna 2017 20:45 | Rusko       | 24–35   | Francie   | Exponantes – Hall XXL, Nantes Počet diváků: 10 500 Rozhodčí: Gjeding, Hansen (DEN) |
| 17. ledna 2017 20:45 | Šiškarjov 6 | (11–16) | Dipanda 8 | Exponantes – Hall XXL, Nantes Počet diváků: 10 500 Rozhodčí: Gjeding, Hansen (DEN) |
| 17. ledna 2017 20:45 | 3F× 1×      | souhrn  | 2×        | Exponantes – Hall XXL, Nantes Počet diváků: 10 500 Rozhodčí: Gjeding, Hansen (DEN) |

| 19. ledna 2017 14:00 | Rusko               | 28–24   | Brazílie    | Exponantes – Hall XXL, Nantes Počet diváků: 5 197 Rozhodčí: Gjeding, Hansen (DEN) |
| 19. ledna 2017 14:00 | Děreveň, Šelmenko 5 | (14–15) | tři hráči 5 | Exponantes – Hall XXL, Nantes Počet diváků: 5 197 Rozhodčí: Gjeding, Hansen (DEN) |
| 19. ledna 2017 14:00 | 5× 2× 1×            | souhrn  | 4× 1×       | Exponantes – Hall XXL, Nantes Počet diváků: 5 197 Rozhodčí: Gjeding, Hansen (DEN) |

| 19. ledna 2017 17:45 | Francie  | 26–25   | Polsko                 | Exponantes – Hall XXL, Nantes Počet diváků: 10 500 Rozhodčí: Brunner, Salah (SUI) |
| 19. ledna 2017 17:45 | Nyokas 7 | (13–13) | T. Gębala, Krajewski 5 | Exponantes – Hall XXL, Nantes Počet diváků: 10 500 Rozhodčí: Brunner, Salah (SUI) |
| 19. ledna 2017 17:45 | 3× 2×    | souhrn  | 3× 2×                  | Exponantes – Hall XXL, Nantes Počet diváků: 10 500 Rozhodčí: Brunner, Salah (SUI) |

| 19. ledna 2017 20:45 | Japonsko | 23–38   | Norsko   | Exponantes – Hall XXL, Nantes Počet diváků: 3 621 Rozhodčí: Horáček, Novotný (CZE) |
| 19. ledna 2017 20:45 | Motoki 4 | (14–19) | Myrhol 7 | Exponantes – Hall XXL, Nantes Počet diváků: 3 621 Rozhodčí: Horáček, Novotný (CZE) |
| 19. ledna 2017 20:45 | 3×       | souhrn  | 1×       | Exponantes – Hall XXL, Nantes Počet diváků: 3 621 Rozhodčí: Horáček, Novotný (CZE) |

### Skupina B
| Poř. | tým       | Z | V | R | P | VB  | OB  | +/− | B  | výsledek             |
| ---- | --------- | - | - | - | - | --- | --- | --- | -- | -------------------- |
| 1.   | Španělsko | 5 | 5 | 0 | 0 | 160 | 115 | +45 | 10 | postup do osmifinále |
| 2.   | Slovinsko | 5 | 3 | 1 | 1 | 151 | 136 | +15 | 7  | postup do osmifinále |
| 3.   | Makedonie | 5 | 2 | 1 | 2 | 139 | 137 | +2  | 5  | postup do osmifinále |
| 4.   | Island    | 5 | 1 | 2 | 2 | 128 | 121 | +7  | 4  | postup do osmifinále |
| 5.   | Tunisko   | 5 | 1 | 2 | 2 | 144 | 144 | 0   | 4  | Prezidentský pohár   |
| 6.   | Angola    | 5 | 0 | 0 | 5 | 122 | 191 | −69 | 0  | Prezidentský pohár   |

Zápasy
| 12. ledna 2017 14:00 | Slovinsko           | 42–25   | Angola  | Arenes de Metz, Mety Počet diváků: 2 179 Rozhodčí: Grillo, Lenci (ARG) |
| 12. ledna 2017 14:00 | Mačkovšek, Marguč 8 | (22–13) | Lopes 7 | Arenes de Metz, Mety Počet diváků: 2 179 Rozhodčí: Grillo, Lenci (ARG) |
| 12. ledna 2017 14:00 | 4× 3×               | souhrn  | 3× 1×   | Arenes de Metz, Mety Počet diváků: 2 179 Rozhodčí: Grillo, Lenci (ARG) |

| 12. ledna 2017 17:45 | Makedonie     | 34–30   | Tunisko     | Arenes de Metz, Mety Počet diváků: 2 561 Rozhodčí: Koo, Lee (KOR) |
| 12. ledna 2017 17:45 | K. Lazarov 12 | (13–14) | Boughanmi 9 | Arenes de Metz, Mety Počet diváků: 2 561 Rozhodčí: Koo, Lee (KOR) |
| 12. ledna 2017 17:45 | 4×            | souhrn  | 6× 3×       | Arenes de Metz, Mety Počet diváků: 2 561 Rozhodčí: Koo, Lee (KOR) |

| 12. ledna 2017 20:45 | Španělsko            | 27–21   | Island       | Arenes de Metz, Mety Počet diváků: 5 054 Rozhodčí: Gatelis, Mažeika (LTU) |
| 12. ledna 2017 20:45 | Balaguer, Cañellas 4 | (10–12) | Sigurðsson 5 | Arenes de Metz, Mety Počet diváků: 5 054 Rozhodčí: Gatelis, Mažeika (LTU) |
| 12. ledna 2017 20:45 | 3×                   | souhrn  | 5× 4×        | Arenes de Metz, Mety Počet diváků: 5 054 Rozhodčí: Gatelis, Mažeika (LTU) |

| 14. ledna 2017 14:45 | Island    | 25–26  | Slovinsko | Arenes de Metz, Mety Počet diváků: 5 054 Rozhodčí: Koo, Lee (KOR) |
| 14. ledna 2017 14:45 | Elísson 7 | (8–11) | Bezjak 6  | Arenes de Metz, Mety Počet diváků: 5 054 Rozhodčí: Koo, Lee (KOR) |
| 14. ledna 2017 14:45 | 5× 3×     | souhrn | 4×        | Arenes de Metz, Mety Počet diváků: 5 054 Rozhodčí: Koo, Lee (KOR) |

| 14. ledna 2017 17:45 | Tunisko | 21–26   | Španělsko         | Arenes de Metz, Mety Počet diváků: 5 056 Rozhodčí: Geipel, Helbig (GER) |
| 14. ledna 2017 17:45 | Toumi 5 | (10–12) | Balaguer, Tomás 5 | Arenes de Metz, Mety Počet diváků: 5 056 Rozhodčí: Geipel, Helbig (GER) |
| 14. ledna 2017 17:45 | 3×      | souhrn  | 1× 2×             | Arenes de Metz, Mety Počet diváků: 5 056 Rozhodčí: Geipel, Helbig (GER) |

| 14. ledna 2017 20:45 | Angola  | 22–31  | Makedonie     | Arenes de Metz, Mety Počet diváků: 3 845 Rozhodčí: Gatelis, Mažeika (LTU) |
| 14. ledna 2017 20:45 | Lopes 5 | (9–14) | K. Lazarov 10 | Arenes de Metz, Mety Počet diváků: 3 845 Rozhodčí: Gatelis, Mažeika (LTU) |
| 14. ledna 2017 20:45 | 3× 2×   | souhrn | 5× 3×         | Arenes de Metz, Mety Počet diváků: 3 845 Rozhodčí: Gatelis, Mažeika (LTU) |

| 15. ledna 2017 14:45 | Island       | 22–22   | Tunisko    | Arenes de Metz, Mety Počet diváků: 5 054 Rozhodčí: Grillo, Lenci (ARG) |
| 15. ledna 2017 14:45 | Sigurðsson 5 | (11–13) | Bannour 12 | Arenes de Metz, Mety Počet diváků: 5 054 Rozhodčí: Grillo, Lenci (ARG) |
| 15. ledna 2017 14:45 | 7× 2× 1×     | souhrn  | 3×         | Arenes de Metz, Mety Počet diváků: 5 054 Rozhodčí: Grillo, Lenci (ARG) |

| 16. ledna 2017 17:45 | Slovinsko        | 29–22   | Makedonie    | Arenes de Metz, Mety Počet diváků: 2 605 Rozhodčí: Geipel, Helbig (GER) |
| 16. ledna 2017 17:45 | Bezjak, Marguč 4 | (16–10) | K. Lazarov 9 | Arenes de Metz, Mety Počet diváků: 2 605 Rozhodčí: Geipel, Helbig (GER) |
| 16. ledna 2017 17:45 | 5× 2×            | souhrn  | 2×           | Arenes de Metz, Mety Počet diváků: 2 605 Rozhodčí: Geipel, Helbig (GER) |

| 16. ledna 2017 20:45 | Španělsko   | 42–22   | Angola   | Arenes de Metz, Mety Počet diváků: 2 126 Rozhodčí: Grillo, Lenci (ARG) |
| 16. ledna 2017 20:45 | Fernández 9 | (21–10) | Lopes 6  | Arenes de Metz, Mety Počet diváků: 2 126 Rozhodčí: Grillo, Lenci (ARG) |
| 16. ledna 2017 20:45 | 1× 2×       | souhrn  | 1× 2× 1× | Arenes de Metz, Mety Počet diváků: 2 126 Rozhodčí: Grillo, Lenci (ARG) |

| 17. ledna 2017 17:45 | Slovinsko   | 28–28   | Tunisko | Arenes de Metz, Mety Počet diváků: 3 039 Rozhodčí: Gatelis, Mažeika (LTU) |
| 17. ledna 2017 17:45 | Kavtičnik 7 | (15–13) | Sanaï 8 | Arenes de Metz, Mety Počet diváků: 3 039 Rozhodčí: Gatelis, Mažeika (LTU) |
| 17. ledna 2017 17:45 | 5× 3×       | souhrn  | 3× 1×   | Arenes de Metz, Mety Počet diváků: 3 039 Rozhodčí: Gatelis, Mažeika (LTU) |

| 17. ledna 2017 20:45 | Angola  | 19–33  | Island       | Arenes de Metz, Mety Počet diváků: 1 725 Rozhodčí: Geipel, Helbig (GER) |
| 17. ledna 2017 20:45 | Lopes 8 | (8–16) | Sigurðsson 8 | Arenes de Metz, Mety Počet diváků: 1 725 Rozhodčí: Geipel, Helbig (GER) |
| 17. ledna 2017 20:45 | 5× 3×   | souhrn | 1× 2×        | Arenes de Metz, Mety Počet diváků: 1 725 Rozhodčí: Geipel, Helbig (GER) |

| 18. ledna 2017 20:45 | Makedonie    | 25–29   | Španělsko       | Arenes de Metz, Mety Počet diváků: 3 951 Rozhodčí: Gatelis, Mažeika (LTU) |
| 18. ledna 2017 20:45 | K. Lazarov 6 | (14–14) | Rivera Folch 11 | Arenes de Metz, Mety Počet diváků: 3 951 Rozhodčí: Gatelis, Mažeika (LTU) |
| 18. ledna 2017 20:45 | 2× 4×        | souhrn  | 2×              | Arenes de Metz, Mety Počet diváků: 3 951 Rozhodčí: Gatelis, Mažeika (LTU) |

| 19. ledna 2017 14:00 | Tunisko    | 43–34   | Angola  | Arenes de Metz, Mety Počet diváků: 1 935 Rozhodčí: Koo, Lee (KOR) |
| 19. ledna 2017 14:00 | Bannour 10 | (23–16) | Teca 10 | Arenes de Metz, Mety Počet diváků: 1 935 Rozhodčí: Koo, Lee (KOR) |
| 19. ledna 2017 14:00 | 2×         | souhrn  | 3× 1×   | Arenes de Metz, Mety Počet diváků: 1 935 Rozhodčí: Koo, Lee (KOR) |

| 19. ledna 2017 17:45 | Makedonie    | 27–27   | Island    | Arenes de Metz, Mety Počet diváků: 3 225 Rozhodčí: Grillo, Lenci (ARG) |
| 19. ledna 2017 17:45 | K. Lazarov 7 | (13–15) | Kárason 7 | Arenes de Metz, Mety Počet diváků: 3 225 Rozhodčí: Grillo, Lenci (ARG) |
| 19. ledna 2017 17:45 | 4× 3×        | souhrn  | 4× 3×     | Arenes de Metz, Mety Počet diváků: 3 225 Rozhodčí: Grillo, Lenci (ARG) |

| 19. ledna 2017 20:45 | Španělsko  | 36–26   | Slovinsko | Arenes de Metz, Mety Počet diváků: 5 054 Rozhodčí: Geipel, Helbig (GER) |
| 19. ledna 2017 20:45 | Balaguer 7 | (18–10) | Marguč 6  | Arenes de Metz, Mety Počet diváků: 5 054 Rozhodčí: Geipel, Helbig (GER) |
| 19. ledna 2017 20:45 | 4× 1×      | souhrn  | 4× 3×     | Arenes de Metz, Mety Počet diváků: 5 054 Rozhodčí: Geipel, Helbig (GER) |

### Skupina C
| Poř. | tým            | Z | V | R | P | VB  | OB  | +/− | B  | výsledek             |
| ---- | -------------- | - | - | - | - | --- | --- | --- | -- | -------------------- |
| 1.   | Německo        | 5 | 5 | 0 | 0 | 159 | 107 | +52 | 10 | postup do osmifinále |
| 2.   | Chorvatsko     | 5 | 4 | 0 | 1 | 148 | 126 | +22 | 8  | postup do osmifinále |
| 3.   | Bělorusko      | 5 | 2 | 0 | 3 | 134 | 145 | −11 | 4  | postup do osmifinále |
| 4.   | Maďarsko       | 5 | 2 | 0 | 3 | 147 | 138 | +9  | 4  | postup do osmifinále |
| 5.   | Saúdská Arábie | 5 | 1 | 0 | 4 | 123 | 157 | −34 | 2  | Prezidentský pohár   |
| 6.   | Chile          | 5 | 1 | 0 | 4 | 122 | 160 | −38 | 2  | Prezidentský pohár   |

Zápasy
| 13. ledna 2017 14:00 | Bělorusko   | 28–32   | Chile        | Kindarena, Rouen Počet diváků: 2 000 Rozhodčí: Bonaventura, Bonaventura (FRA) |
| 13. ledna 2017 14:00 | Karaljok 10 | (14–14) | R. Salinas 8 | Kindarena, Rouen Počet diváků: 2 000 Rozhodčí: Bonaventura, Bonaventura (FRA) |
| 13. ledna 2017 14:00 | 7× 3×       | souhrn  | 4× 3×        | Kindarena, Rouen Počet diváků: 2 000 Rozhodčí: Bonaventura, Bonaventura (FRA) |

| 13. ledna 2017 17:45 | Německo       | 27–23   | Maďarsko     | Kindarena, Rouen Počet diváků: 5 000 Rozhodčí: Nachevski, Nikolov (MKD) |
| 13. ledna 2017 17:45 | Gensheimer 13 | (16–11) | šest hráčů 3 | Kindarena, Rouen Počet diváků: 5 000 Rozhodčí: Nachevski, Nikolov (MKD) |
| 13. ledna 2017 17:45 | 3× 2×         | souhrn  | 2× 3× 1×     | Kindarena, Rouen Počet diváků: 5 000 Rozhodčí: Nachevski, Nikolov (MKD) |

| 13. ledna 2017 20:45 | Chorvatsko | 28–23   | Saúdská Arábie | Kindarena, Rouen Počet diváků: 4 500 Rozhodčí: Boualloucha, Khenissi (TUN) |
| 13. ledna 2017 20:45 | Cindrić 6  | (12–11) | Al-Salem 5     | Kindarena, Rouen Počet diváků: 4 500 Rozhodčí: Boualloucha, Khenissi (TUN) |
| 13. ledna 2017 20:45 | 3×         | souhrn  | 4× 3×          | Kindarena, Rouen Počet diváků: 4 500 Rozhodčí: Boualloucha, Khenissi (TUN) |

| 14. ledna 2017 20:45 | Maďarsko           | 28–31   | Chorvatsko | Kindarena, Rouen Počet diváků: 5 588 Rozhodčí: Līcis, Sondors (LAT) |
| 14. ledna 2017 20:45 | Balogh, Harsányi 6 | (11–11) | Štrlek 6   | Kindarena, Rouen Počet diváků: 5 588 Rozhodčí: Līcis, Sondors (LAT) |
| 14. ledna 2017 20:45 | 3×                 | souhrn  | 4× 3×      | Kindarena, Rouen Počet diváků: 5 588 Rozhodčí: Līcis, Sondors (LAT) |

| 15. ledna 2017 14:45 | Chile         | 14–35  | Německo      | Kindarena, Rouen Počet diváků: 5 000 Rozhodčí: Līcis, Sondors (LAT) |
| 15. ledna 2017 14:45 | čtyři hráči 2 | (6–17) | Kohlbacher 8 | Kindarena, Rouen Počet diváků: 5 000 Rozhodčí: Līcis, Sondors (LAT) |
| 15. ledna 2017 14:45 | 3×            | souhrn | 3×           | Kindarena, Rouen Počet diváků: 5 000 Rozhodčí: Līcis, Sondors (LAT) |

| 15. ledna 2017 20:45 | Saúdská Arábie | 26–29   | Bělorusko   | Kindarena, Rouen Počet diváků: 3 000 Rozhodčí: Nachevski, Nikolov (MKD) |
| 15. ledna 2017 20:45 | Al-Salem 7     | (13–14) | Puchojski 9 | Kindarena, Rouen Počet diváků: 3 000 Rozhodčí: Nachevski, Nikolov (MKD) |
| 15. ledna 2017 20:45 | 5× 3×          | souhrn  | 5× 3×       | Kindarena, Rouen Počet diváků: 3 000 Rozhodčí: Nachevski, Nikolov (MKD) |

| 16. ledna 2017 17:45 | Maďarsko | 34–29   | Chile            | Kindarena, Rouen Počet diváků: 2 000 Rozhodčí: Boualloucha, Khenissi (TUN) |
| 16. ledna 2017 17:45 | Jamali 7 | (17–14) | Er. Feuchtmann 9 | Kindarena, Rouen Počet diváků: 2 000 Rozhodčí: Boualloucha, Khenissi (TUN) |
| 16. ledna 2017 17:45 | 5× 4× 1× | souhrn  | 1× 3×            | Kindarena, Rouen Počet diváků: 2 000 Rozhodčí: Boualloucha, Khenissi (TUN) |

| 16. ledna 2017 20:45 | Chorvatsko | 31–25   | Bělorusko  | Kindarena, Rouen Počet diváků: 3 202 Rozhodčí: Bonaventura, Bonaventura (FRA) |
| 16. ledna 2017 20:45 | Cindrić 8  | (18–15) | Karaljok 7 | Kindarena, Rouen Počet diváků: 3 202 Rozhodčí: Bonaventura, Bonaventura (FRA) |
| 16. ledna 2017 20:45 | 4× 1×      | souhrn  | 5× 4×      | Kindarena, Rouen Počet diváků: 3 202 Rozhodčí: Bonaventura, Bonaventura (FRA) |

| 17. ledna 2017 17:45 | Německo | 38–24   | Saúdská Arábie | Kindarena, Rouen Počet diváků: 2 980 Rozhodčí: Nachevski, Nikolov (MKD) |
| 17. ledna 2017 17:45 | Fäth 6  | (21–13) | Al-Zaer 8      | Kindarena, Rouen Počet diváků: 2 980 Rozhodčí: Nachevski, Nikolov (MKD) |
| 17. ledna 2017 17:45 | 3×      | souhrn  | 2× 3×          | Kindarena, Rouen Počet diváků: 2 980 Rozhodčí: Nachevski, Nikolov (MKD) |

| 18. ledna 2017 14:00 | Saúdská Arábie | 24–37   | Maďarsko  | Kindarena, Rouen Počet diváků: 4 959 Rozhodčí: Līcis, Sondors (LAT) |
| 18. ledna 2017 14:00 | Al-Mohsin 7    | (10–17) | Császár 9 | Kindarena, Rouen Počet diváků: 4 959 Rozhodčí: Līcis, Sondors (LAT) |
| 18. ledna 2017 14:00 | 4× 2×          | souhrn  | 4× 2×     | Kindarena, Rouen Počet diváků: 4 959 Rozhodčí: Līcis, Sondors (LAT) |

| 18. ledna 2017 17:45 | Bělorusko   | 25–31   | Německo      | Kindarena, Rouen Počet diváků: 4 524 Rozhodčí: Boualloucha, Khenissi (TUN) |
| 18. ledna 2017 17:45 | tři hráči 4 | (16–16) | Gensheimer 8 | Kindarena, Rouen Počet diváků: 4 524 Rozhodčí: Boualloucha, Khenissi (TUN) |
| 18. ledna 2017 17:45 | 3×          | souhrn  | 3×           | Kindarena, Rouen Počet diváků: 4 524 Rozhodčí: Boualloucha, Khenissi (TUN) |

| 18. ledna 2017 20:45 | Chorvatsko | 37–22  | Chile                        | Kindarena, Rouen Počet diváků: 2 785 Rozhodčí: Bonaventura, Bonaventura (FRA) |
| 18. ledna 2017 20:45 | Mihić 8    | (17–9) | Er. Feuchtmann, E. Salinas 4 | Kindarena, Rouen Počet diváků: 2 785 Rozhodčí: Bonaventura, Bonaventura (FRA) |
| 18. ledna 2017 20:45 | 3×         | souhrn | 5× 2×                        | Kindarena, Rouen Počet diváků: 2 785 Rozhodčí: Bonaventura, Bonaventura (FRA) |

| 20. ledna 2017 14:00 | Chile        | 25–26   | Saúdská Arábie | Kindarena, Rouen Počet diváků: 2 366 Rozhodčí: Pavićević, Ražnatović (MNE) |
| 20. ledna 2017 14:00 | R. Salinas 7 | (13–13) | A. Al-Abbas 9  | Kindarena, Rouen Počet diváků: 2 366 Rozhodčí: Pavićević, Ražnatović (MNE) |
| 20. ledna 2017 14:00 | 3×           | souhrn  | 8× 3×          | Kindarena, Rouen Počet diváků: 2 366 Rozhodčí: Pavićević, Ražnatović (MNE) |

| 20. ledna 2017 17:45 | Německo   | 28–21  | Chorvatsko          | Kindarena, Rouen Počet diváků: 5 000 Rozhodčí: Līcis, Sondors (LAT) |
| 20. ledna 2017 17:45 | Wiencek 6 | (13–9) | Stepančić, Štrlek 5 | Kindarena, Rouen Počet diváků: 5 000 Rozhodčí: Līcis, Sondors (LAT) |
| 20. ledna 2017 17:45 | 3×        | souhrn | 3× 2×               | Kindarena, Rouen Počet diváků: 5 000 Rozhodčí: Līcis, Sondors (LAT) |

| 20. ledna 2017 20:45 | Bělorusko           | 27–25   | Maďarsko          | Kindarena, Rouen Počet diváků: 3 761 Rozhodčí: Nachevski, Nikolov (MKD) |
| 20. ledna 2017 20:45 | Brojka, Puchojski 6 | (15–13) | Császár, Juhász 7 | Kindarena, Rouen Počet diváků: 3 761 Rozhodčí: Nachevski, Nikolov (MKD) |
| 20. ledna 2017 20:45 | 2× 3×               | souhrn  | 7× 4×             | Kindarena, Rouen Počet diváků: 3 761 Rozhodčí: Nachevski, Nikolov (MKD) |

### Skupina D
| Poř. | tým       | Z | V | R | P | VB  | OB  | +/− | B  | výsledek             |
| ---- | --------- | - | - | - | - | --- | --- | --- | -- | -------------------- |
| 1.   | Dánsko    | 5 | 5 | 0 | 0 | 157 | 130 | +27 | 10 | postup do osmifinále |
| 2.   | Švédsko   | 5 | 4 | 0 | 1 | 162 | 111 | +51 | 8  | postup do osmifinále |
| 3.   | Egypt     | 5 | 3 | 0 | 2 | 138 | 143 | −5  | 6  | postup do osmifinále |
| 4.   | Katar     | 5 | 2 | 0 | 3 | 127 | 129 | −2  | 4  | postup do osmifinále |
| 5.   | Argentina | 5 | 1 | 0 | 4 | 108 | 137 | −29 | 2  | Prezidentský pohár   |
| 5.   | Bahrajn   | 5 | 0 | 0 | 5 | 110 | 152 | −42 | 0  | Prezidentský pohár   |

Zápasy
| 13. ledna 2017 14:00 | Katar    | 20–22  | Egypt      | AccorHotels Arena, Paříž Počet diváků: 4 315 Rozhodčí: López, Ramírez (ESP) |
| 13. ledna 2017 14:00 | Capote 5 | (8–11) | El-Ahmar 8 | AccorHotels Arena, Paříž Počet diváků: 4 315 Rozhodčí: López, Ramírez (ESP) |
| 13. ledna 2017 14:00 | 4× 2×    | souhrn | 7× 1×      | AccorHotels Arena, Paříž Počet diváků: 4 315 Rozhodčí: López, Ramírez (ESP) |

| 13. ledna 2017 17:45 | Švédsko      | 33–16  | Bahrajn       | AccorHotels Arena, Paříž Počet diváků: 6 579 Rozhodčí: Reveret, Pichon (FRA) |
| 13. ledna 2017 17:45 | Tollbring 10 | (17–5) | Habib Hasan 4 | AccorHotels Arena, Paříž Počet diváků: 6 579 Rozhodčí: Reveret, Pichon (FRA) |
| 13. ledna 2017 17:45 | 5× 2×        | souhrn | 5× 2×         | AccorHotels Arena, Paříž Počet diváků: 6 579 Rozhodčí: Reveret, Pichon (FRA) |

| 13. ledna 2017 20:45 | Dánsko   | 33–22   | Argentina      | AccorHotels Arena, Paříž Počet diváků: 7 582 Rozhodčí: Pavićević, Ražnatović (MNE) |
| 13. ledna 2017 20:45 | Hansen 6 | (17–11) | F. Fernández 6 | AccorHotels Arena, Paříž Počet diváků: 7 582 Rozhodčí: Pavićević, Ražnatović (MNE) |
| 13. ledna 2017 20:45 | 3× 2×    | souhrn  | 4× 2×          | AccorHotels Arena, Paříž Počet diváků: 7 582 Rozhodčí: Pavićević, Ražnatović (MNE) |

| 14. ledna 2017 20:45 | Egypt      | 28–35   | Dánsko | AccorHotels Arena, Paříž Počet diváků: 7 413 Rozhodčí: Lah, Sok (SLO) |
| 14. ledna 2017 20:45 | El-Deraa 6 | (15–21) | Svan 6 | AccorHotels Arena, Paříž Počet diváků: 7 413 Rozhodčí: Lah, Sok (SLO) |
| 14. ledna 2017 20:45 | 1× 2× 1×   | souhrn  | 4× 2×  | AccorHotels Arena, Paříž Počet diváků: 7 413 Rozhodčí: Lah, Sok (SLO) |

| 15. ledna 2017 14:45 | Argentina    | 17–35   | Švédsko      | AccorHotels Arena, Paříž Počet diváků: 12 578 Rozhodčí: Lah, Sok (SLO) |
| 15. ledna 2017 14:45 | S. Simonet 5 | (11–16) | Zachrisson 8 | AccorHotels Arena, Paříž Počet diváků: 12 578 Rozhodčí: Lah, Sok (SLO) |
| 15. ledna 2017 14:45 | 4× 2×        | souhrn  | 5× 3× 2×     | AccorHotels Arena, Paříž Počet diváků: 12 578 Rozhodčí: Lah, Sok (SLO) |

| 15. ledna 2017 17:45 | Bahrajn      | 22–32  | Katar    | AccorHotels Arena, Paříž Počet diváků: 4 475 Rozhodčí: Pavićević, Ražnatović (MNE) |
| 15. ledna 2017 17:45 | Abdulqader 5 | (9–19) | Madadi 8 | AccorHotels Arena, Paříž Počet diváků: 4 475 Rozhodčí: Pavićević, Ražnatović (MNE) |
| 15. ledna 2017 17:45 | 5× 4×        | souhrn | 7× 2×    | AccorHotels Arena, Paříž Počet diváků: 4 475 Rozhodčí: Pavićević, Ražnatović (MNE) |

| 16. ledna 2017 17:45 | Egypt      | 31–29   | Bahrajn  | AccorHotels Arena, Paříž Počet diváků: 4 429 Rozhodčí: Reveret, Pichon (FRA) |
| 16. ledna 2017 17:45 | El-Deraa 6 | (17–15) | Saad 6   | AccorHotels Arena, Paříž Počet diváků: 4 429 Rozhodčí: Reveret, Pichon (FRA) |
| 16. ledna 2017 17:45 | 3×         | souhrn  | 5× 2× 1× | AccorHotels Arena, Paříž Počet diváků: 4 429 Rozhodčí: Reveret, Pichon (FRA) |

| 16. ledna 2017 20:45 | Dánsko   | 27–25   | Švédsko  | AccorHotels Arena, Paříž Počet diváků: 13 850 Rozhodčí: López, Ramírez (ESP) |
| 16. ledna 2017 20:45 | Hansen 8 | (14–10) | Ekberg 7 | AccorHotels Arena, Paříž Počet diváků: 13 850 Rozhodčí: López, Ramírez (ESP) |
| 16. ledna 2017 20:45 | 4× 3×    | souhrn  | 3×       | AccorHotels Arena, Paříž Počet diváků: 13 850 Rozhodčí: López, Ramírez (ESP) |

| 17. ledna 2017 17:45 | Katar     | 21–17  | Argentina      | AccorHotels Arena, Paříž Počet diváků: 3 641 Rozhodčí: Lah, Sok (SLO) |
| 17. ledna 2017 17:45 | Mallash 5 | (9–2)  | F. Fernández 7 | AccorHotels Arena, Paříž Počet diváků: 3 641 Rozhodčí: Lah, Sok (SLO) |
| 17. ledna 2017 17:45 | 3×        | souhrn | 2× 1×          | AccorHotels Arena, Paříž Počet diváků: 3 641 Rozhodčí: Lah, Sok (SLO) |

| 18. ledna 2017 14:00 | Argentina | 26–31   | Egypt       | AccorHotels Arena, Paříž Počet diváků: 7 233 Rozhodčí: López, Ramírez (ESP) |
| 18. ledna 2017 14:00 | Vieyra 12 | (10–13) | tři hráči 5 | AccorHotels Arena, Paříž Počet diváků: 7 233 Rozhodčí: López, Ramírez (ESP) |
| 18. ledna 2017 14:00 | 4× 2×     | souhrn  | 5× 3×       | AccorHotels Arena, Paříž Počet diváků: 7 233 Rozhodčí: López, Ramírez (ESP) |

| 18. ledna 2017 17:45 | Dánsko           | 30–26   | Bahrajn           | AccorHotels Arena, Paříž Počet diváků: 7 n900 Rozhodčí: Lah, Sok (SLO) |
| 18. ledna 2017 17:45 | H. Toft Hansen 6 | (17–13) | Habib, Mahfoodh 6 | AccorHotels Arena, Paříž Počet diváků: 7 n900 Rozhodčí: Lah, Sok (SLO) |
| 18. ledna 2017 17:45 | 4× 2× 1×         | souhrn  | 6× 2×             | AccorHotels Arena, Paříž Počet diváků: 7 n900 Rozhodčí: Lah, Sok (SLO) |

| 18. ledna 2017 20:45 | Švédsko  | 36–25   | Katar   | AccorHotels Arena, Paříž Počet diváků: 6 034 Rozhodčí: Reveret, Pichon (FRA) |
| 18. ledna 2017 20:45 | Ekberg 9 | (19–12) | Roiné 8 | AccorHotels Arena, Paříž Počet diváků: 6 034 Rozhodčí: Reveret, Pichon (FRA) |
| 18. ledna 2017 20:45 | 6× 1×    | souhrn  | 1×      | AccorHotels Arena, Paříž Počet diváků: 6 034 Rozhodčí: Reveret, Pichon (FRA) |

| 20. ledna 2017 14:00 | Bahrajn      | 17–26  | Argentina      | AccorHotels Arena, Paříž Počet diváků: 6 314 Rozhodčí: Reveret, Pichon (FRA) |
| 20. ledna 2017 14:00 | Abdulqader 5 | (8–13) | F. Fernández 8 | AccorHotels Arena, Paříž Počet diváků: 6 314 Rozhodčí: Reveret, Pichon (FRA) |
| 20. ledna 2017 14:00 | 6× 2×        | souhrn | 7× 1×          | AccorHotels Arena, Paříž Počet diváků: 6 314 Rozhodčí: Reveret, Pichon (FRA) |

| 20. ledna 2017 17:45 | Švédsko  | 33–26  | Egypt  | AccorHotels Arena, Paříž Počet diváků: 7 660 Rozhodčí: Lah, Sok (SLO) |
| 20. ledna 2017 17:45 | Ekberg 8 | (15–9) | Issa 7 | AccorHotels Arena, Paříž Počet diváků: 7 660 Rozhodčí: Lah, Sok (SLO) |
| 20. ledna 2017 17:45 | 7× 1×    | souhrn | 4× 3×  | AccorHotels Arena, Paříž Počet diváků: 7 660 Rozhodčí: Lah, Sok (SLO) |

| 20. ledna 2017 20:45 | Katar            | 29–32   | Dánsko     | AccorHotels Arena, Paříž Počet diváků: 8 444 Rozhodčí: López, Ramírez (ESP) |
| 20. ledna 2017 20:45 | Capote, Benali 5 | (16–14) | Nøddesbo 8 | AccorHotels Arena, Paříž Počet diváků: 8 444 Rozhodčí: López, Ramírez (ESP) |
| 20. ledna 2017 20:45 | 2×               | souhrn  | 4×         | AccorHotels Arena, Paříž Počet diváků: 8 444 Rozhodčí: López, Ramírez (ESP) |

## Prezidentský pohár
Týmy, které nepostoupily ze základních skupin do vyřazovacích bojů o medaile, sehrály turnaj útěchy o Prezidentský pohár, o konečné 17.–24. místo.
Zápasy o 21.–24. místo
|  | Semifinále o 21.–24. místo | Semifinále o 21.–24. místo | Semifinále o 21.–24. místo |  |  | Zápas o 21. místo | Zápas o 21. místo | Zápas o 21. místo |
|  |                            |                            |                            |  |  |                   |                   |                   |
|  |                            | Japonsko                   | 37                         |  |  |                   |                   |                   |
|  |                            | Angola                     | 26                         |  |  |                   |                   |                   |
|  |                            |                            |                            |  |  |                   | Japonsko          | 29                |
|  |                            |                            |                            |  |  |                   | Chile             | 35                |
|  |                            | Chile                      | 35                         |  |  |                   |                   |                   |
|  |                            | Bahrajn                    | 30                         |  |  | Zápas o 23. místo | Zápas o 23. místo | Zápas o 23. místo |
|  |                            |                            |                            |  |  |                   | Chile             | 26                |
|  |                            |                            |                            |  |  |                   | Bahrajn           | 32                |

### Semifinále o 21.–24. místo
| 21. ledna 2017 14:00 | Japonsko | 37–26   | Angola  | Brest Arena, Brest Počet diváků: 3 017 Rozhodčí: Kolahdouzan, Mousaviannazhad (IRN) |
| 21. ledna 2017 14:00 | Tokuda 8 | (18–14) | Lopes 9 | Brest Arena, Brest Počet diváků: 3 017 Rozhodčí: Kolahdouzan, Mousaviannazhad (IRN) |
| 21. ledna 2017 14:00 | 3×       | souhrn  | 4× 1×   | Brest Arena, Brest Počet diváků: 3 017 Rozhodčí: Kolahdouzan, Mousaviannazhad (IRN) |

| 22. ledna 2017 14:00 | Chile                    | 35–30   | Bahrajn     | Brest Arena, Brest Počet diváků: 3 600 Rozhodčí: Koo, Lee (KOR) |
| 22. ledna 2017 14:00 | E. Salinas, R. Salinas 8 | (18–14) | Al-Sayyad 8 | Brest Arena, Brest Počet diváků: 3 600 Rozhodčí: Koo, Lee (KOR) |
| 22. ledna 2017 14:00 | 5× 2×                    | souhrn  | 7× 4×       | Brest Arena, Brest Počet diváků: 3 600 Rozhodčí: Koo, Lee (KOR) |

#### Zápas o 23. místo
| 23. ledna 2017 13:00 | Angola    | 26–32   | Bahrajn    | Brest Arena, Brest Počet diváků: 3 200 Rozhodčí: Pavićević, Ražnatović (MNE) |
| 23. ledna 2017 13:00 | Pestana 6 | (13–15) | A. Merza 8 | Brest Arena, Brest Počet diváků: 3 200 Rozhodčí: Pavićević, Ražnatović (MNE) |
| 23. ledna 2017 13:00 | 5× 1×     | souhrn  | 1× 2×      | Brest Arena, Brest Počet diváků: 3 200 Rozhodčí: Pavićević, Ražnatović (MNE) |

#### Zápas o 21. místo
| 23. ledna 2017 15:00 | Japonsko | 29–35   | Chile                      | Brest Arena, Brest Počet diváků: 3 200 Rozhodčí: Reveret, Pichon (FRA) |
| 23. ledna 2017 15:00 | Agarie 9 | (12–17) | Ceballos, Er. Feuchtmann 7 | Brest Arena, Brest Počet diváků: 3 200 Rozhodčí: Reveret, Pichon (FRA) |
| 23. ledna 2017 15:00 | 1× 3×    | souhrn  | 2× 3×                      | Brest Arena, Brest Počet diváků: 3 200 Rozhodčí: Reveret, Pichon (FRA) |

Zápasy o 17.–20. místo
|  | Semifinále o 17.–20. místo | Semifinále o 17.–20. místo | Semifinále o 17.–20. místo |  |  | Zápas o 17. místo | Zápas o 17. místo | Zápas o 17. místo |
|  |                            |                            |                            |  |  |                   |                   |                   |
|  |                            | Polsko                     | 28                         |  |  |                   |                   |                   |
|  |                            | Tunisko                    | 26                         |  |  |                   |                   |                   |
|  |                            |                            |                            |  |  |                   | Polsko            | 24                |
|  |                            |                            |                            |  |  |                   | Argentina         | 22                |
|  |                            | Saúdská Arábie             | 22                         |  |  |                   |                   |                   |
|  |                            | Argentina                  | 24                         |  |  | Zápas o 19. místo | Zápas o 19. místo | Zápas o 19. místo |
|  |                            |                            |                            |  |  |                   | Tunisko           | 39                |
|  |                            |                            |                            |  |  |                   | Saúdská Arábie    | 30                |

### Semifinále o 17.–20. místo
| 21. ledna 2017 16:00 | Polsko      | 28–26   | Tunisko    | Brest Arena, Brest Počet diváků: 3 600 Rozhodčí: Reveret, Pichon (FRA) |
| 21. ledna 2017 16:00 | Krajewski 8 | (15–11) | Bannour 10 | Brest Arena, Brest Počet diváků: 3 600 Rozhodčí: Reveret, Pichon (FRA) |
| 21. ledna 2017 16:00 | 5× 2× 1×    | souhrn  | 4× 2×      | Brest Arena, Brest Počet diváků: 3 600 Rozhodčí: Reveret, Pichon (FRA) |

| 22. ledna 2017 16:00 | Saúdská Arábie | 22–24  | Argentina | Brest Arena, Brest Počet diváků: 4 114 Rozhodčí: Pavićević, Ražnatović (MNE) |
| 22. ledna 2017 16:00 | M. Al-Abbas 6  | (8–10) | Pizarro 6 | Brest Arena, Brest Počet diváků: 4 114 Rozhodčí: Pavićević, Ražnatović (MNE) |
| 22. ledna 2017 16:00 | 6× 2×          | souhrn | 3×        | Brest Arena, Brest Počet diváků: 4 114 Rozhodčí: Pavićević, Ražnatović (MNE) |

### Zápas o 19. místo
| 23. ledna 2017 18:00 | Tunisko        | 39–30   | Saúdská Arábie | Brest Arena, Brest Počet diváků: 1 650 Rozhodčí: Koo, Lee (KOR) |
| 23. ledna 2017 18:00 | Haj Youssef 12 | (20–15) | M. Al-Abbas 9  | Brest Arena, Brest Počet diváků: 1 650 Rozhodčí: Koo, Lee (KOR) |
| 23. ledna 2017 18:00 | 3×             | souhrn  | 2×             | Brest Arena, Brest Počet diváků: 1 650 Rozhodčí: Koo, Lee (KOR) |

### Zápas o 17. místo
| 23. ledna 2017 20:00 | Polsko      | 24–22   | Argentina      | Brest Arena, Brest Počet diváků: 2 320 Rozhodčí: Kolahdouzan, Mousaviannazhad (IRN) |
| 23. ledna 2017 20:00 | Krajewski 6 | (13–13) | F. Fernández 8 | Brest Arena, Brest Počet diváků: 2 320 Rozhodčí: Kolahdouzan, Mousaviannazhad (IRN) |
| 23. ledna 2017 20:00 | 4× 3×       | souhrn  | 4× 3×          | Brest Arena, Brest Počet diváků: 2 320 Rozhodčí: Kolahdouzan, Mousaviannazhad (IRN) |

## Vyřazovací fáze
Z každé ze čtyř základních skupin postoupily do vyřazovacích bojů první čtyři týmy.
|  | Osmifinále, 21.–22. ledna | Osmifinále, 21.–22. ledna | Osmifinále, 21.–22. ledna |            |           | Čtvrtfinále, 24. ledna | Čtvrtfinále, 24. ledna | Čtvrtfinále, 24. ledna |    |  | Semifinále, 26.–27. ledna | Semifinále, 26.–27. ledna | Semifinále, 26.–27. ledna |                          |                          | Finále, 29. ledna        | Finále, 29. ledna | Finále, 29. ledna |
|  |                           |                           |                           |            |           |                        |                        |                        |    |  |                           |                           |                           |                          |                          |                          |                   |                   |
|  |                           | Francie                   | 31                        |            |           |                        |                        |                        |    |  |                           |                           |                           |                          |                          |                          |                   |                   |
|  |                           | Island                    | 25                        |            |           |                        |                        |                        |    |  |                           |                           |                           |                          |                          |                          |                   |                   |
|  |                           | Island                    | 25                        |            | Francie   | 33                     |                        |                        |    |  |                           |                           |                           |                          |                          |                          |                   |                   |
|  |                           |                           |                           |            | Francie   | 33                     |                        |                        |    |  |                           |                           |                           |                          |                          |                          |                   |                   |
|  |                           |                           |                           | Švédsko    | 30        |                        |                        |                        |    |  |                           |                           |                           |                          |                          |                          |                   |                   |
|  |                           | Bělorusko                 | 22                        | Švédsko    | 30        |                        |                        |                        |    |  |                           |                           |                           |                          |                          |                          |                   |                   |
|  |                           | Bělorusko                 | 22                        |            |           |                        |                        |                        |    |  |                           |                           |                           |                          |                          |                          |                   |                   |
|  |                           | Švédsko                   | 41                        |            |           |                        |                        |                        |    |  |                           |                           |                           |                          |                          |                          |                   |                   |
|  |                           |                           |                           |            |           |                        |                        | Francie                | 31 |  |                           |                           |                           |                          |                          |                          |                   |                   |
|  |                           |                           |                           |            |           |                        |                        |                        | 31 |  |                           |                           |                           |                          |                          |                          |                   |                   |
|  |                           |                           | Slovinsko                 | 25         |           |                        |                        |                        |    |  |                           |                           |                           |                          |                          |                          |                   |                   |
|  |                           | Rusko                     | Slovinsko                 | 25         | 26        |                        |                        |                        |    |  |                           |                           |                           |                          |                          |                          |                   |                   |
|  |                           | Rusko                     |                           |            | 26        |                        |                        |                        |    |  |                           |                           |                           |                          |                          |                          |                   |                   |
|  |                           | Slovinsko                 | 32                        |            |           |                        |                        |                        |    |  |                           |                           |                           |                          |                          |                          |                   |                   |
|  |                           | Slovinsko                 | 32                        |            | Slovinsko | 32                     |                        |                        |    |  |                           |                           |                           |                          |                          |                          |                   |                   |
|  |                           |                           |                           |            | Slovinsko | 32                     |                        |                        |    |  |                           |                           |                           |                          |                          |                          |                   |                   |
|  |                           |                           |                           | Katar      | 30        |                        |                        |                        |    |  |                           |                           |                           |                          |                          |                          |                   |                   |
|  |                           | Německo                   | 20                        | Katar      | 30        |                        |                        |                        |    |  |                           |                           |                           |                          |                          |                          |                   |                   |
|  |                           | Německo                   | 20                        |            |           |                        |                        |                        |    |  |                           |                           |                           |                          |                          |                          |                   |                   |
|  |                           | Katar                     | 21                        |            |           |                        |                        |                        |    |  |                           |                           |                           |                          |                          |                          |                   |                   |
|  |                           |                           |                           |            |           |                        |                        |                        |    |  |                           |                           | Francie                   | 33                       |                          |                          |                   |                   |
|  |                           |                           |                           |            |           |                        |                        |                        |    |  |                           |                           |                           |                          |                          |                          |                   |                   |
|  |                           |                           | Norsko                    | 26         |           |                        |                        |                        |    |  |                           |                           |                           |                          |                          |                          |                   |                   |
|  |                           | Brazílie                  | Norsko                    | 26         | 27        |                        |                        |                        |    |  |                           |                           |                           |                          |                          |                          |                   |                   |
|  |                           | Brazílie                  |                           |            | 27        |                        |                        |                        |    |  |                           |                           |                           |                          |                          |                          |                   |                   |
|  |                           | Španělsko                 | 28                        |            |           |                        |                        |                        |    |  |                           |                           |                           |                          |                          |                          |                   |                   |
|  |                           | Španělsko                 | 28                        |            | Španělsko | 29                     |                        |                        |    |  |                           |                           | Zápas o bronz, 28. ledna  | Zápas o bronz, 28. ledna | Zápas o bronz, 28. ledna | Zápas o bronz, 28. ledna |                   |                   |
|  |                           |                           |                           |            | Španělsko | 29                     |                        |                        |    |  |                           |                           | Zápas o bronz, 28. ledna  | Zápas o bronz, 28. ledna | Zápas o bronz, 28. ledna | Zápas o bronz, 28. ledna |                   |                   |
|  |                           |                           |                           | Chorvatsko | 30        |                        |                        |                        |    |  |                           |                           |                           |                          |                          |                          |                   |                   |
|  |                           | Chorvatsko                | 21                        | Chorvatsko | 30        |                        |                        |                        |    |  |                           |                           | Slovinsko                 | 31                       |                          |                          |                   |                   |
|  |                           | Chorvatsko                | 21                        |            |           |                        |                        |                        |    |  |                           |                           | Slovinsko                 | 31                       |                          |                          |                   |                   |
|  |                           | Egypt                     | 19                        |            |           |                        |                        |                        |    |  |                           |                           |                           |                          |                          |                          | Chorvatsko        | 30                |
|  |                           |                           |                           |            |           |                        |                        | Chorvatsko             | 25 |  |                           |                           |                           |                          |                          |                          | Chorvatsko        | 30                |
|  |                           |                           |                           |            |           |                        |                        |                        | 25 |  |                           |                           |                           |                          |                          |                          |                   |                   |
|  |                           |                           | Norsko (prod.)            | 28         |           |                        |                        |                        |    |  |                           |                           |                           |                          |                          |                          |                   |                   |
|  |                           | Norsko                    | Norsko (prod.)            | 28         | 34        |                        |                        |                        |    |  |                           |                           |                           |                          |                          |                          |                   |                   |
|  |                           | Norsko                    |                           |            | 34        |                        |                        |                        |    |  |                           |                           |                           |                          |                          |                          |                   |                   |
|  |                           | Makedonie                 | 24                        |            |           |                        |                        |                        |    |  |                           |                           |                           |                          |                          |                          |                   |                   |
|  |                           | Makedonie                 | 24                        |            | Norsko    | 31                     |                        |                        |    |  |                           |                           |                           |                          |                          |                          |                   |                   |
|  |                           |                           |                           |            | Norsko    | 31                     |                        |                        |    |  |                           |                           |                           |                          |                          |                          |                   |                   |
|  |                           |                           |                           | Maďarsko   | 28        |                        |                        |                        |    |  |                           |                           |                           |                          |                          |                          |                   |                   |
|  |                           | Maďarsko                  | 27                        | Maďarsko   | 28        |                        |                        |                        |    |  |                           |                           |                           |                          |                          |                          |                   |                   |
|  |                           | Maďarsko                  | 27                        |            |           |                        |                        |                        |    |  |                           |                           |                           |                          |                          |                          |                   |                   |
|  |                           | Dánsko                    | 25                        |            |           |                        |                        |                        |    |  |                           |                           |                           |                          |                          |                          |                   |                   |

### Osmifinále
| 21. ledna 2017 16:00 | Norsko           | 34–24   | Makedonie    | La halle de glace Olympique, Albertville Počet diváků: 6 540 Rozhodčí: Līcis, Sondors (LAT) |
| 21. ledna 2017 16:00 | Jøndal, Tangen 6 | (12–10) | K. Lazarov 6 | La halle de glace Olympique, Albertville Počet diváků: 6 540 Rozhodčí: Līcis, Sondors (LAT) |
| 21. ledna 2017 16:00 | 2×               | souhrn  | 4× 2×        | La halle de glace Olympique, Albertville Počet diváků: 6 540 Rozhodčí: Līcis, Sondors (LAT) |

| 21. ledna 2017 18:00 | Francie  | 31–25   | Island    | Stade Pierre-Mauroy, Lille Počet diváků: 28 010 Rozhodčí: Grillo, Lenci (ARG) |
| 21. ledna 2017 18:00 | Guigou 6 | (14–13) | Kárason 7 | Stade Pierre-Mauroy, Lille Počet diváků: 28 010 Rozhodčí: Grillo, Lenci (ARG) |
| 21. ledna 2017 18:00 | 2× 1×    | souhrn  | 4× 3×     | Stade Pierre-Mauroy, Lille Počet diváků: 28 010 Rozhodčí: Grillo, Lenci (ARG) |

| 21. ledna 2017 20:45 | Brazílie | 27–28   | Španělsko              | Park&Suites Arena, Montpellier Počet diváků: 6 923 Rozhodčí: Brunner, Salah (SUI) |
| 21. ledna 2017 20:45 | Silva 7  | (18–16) | Cañellas, Dujshebaev 5 | Park&Suites Arena, Montpellier Počet diváků: 6 923 Rozhodčí: Brunner, Salah (SUI) |
| 21. ledna 2017 20:45 | 5× 2×    | souhrn  | 4× 2×                  | Park&Suites Arena, Montpellier Počet diváků: 6 923 Rozhodčí: Brunner, Salah (SUI) |

| 21. ledna 2017 20:45 | Rusko                | 26–32   | Slovinsko  | AccorHotels Arena, Paříž Počet diváků: 8 324 Rozhodčí: Bonaventura, Bonaventura (FRA) |
| 21. ledna 2017 20:45 | Děreveň, Šiškarjov 5 | (15–13) | Cingesar 6 | AccorHotels Arena, Paříž Počet diváků: 8 324 Rozhodčí: Bonaventura, Bonaventura (FRA) |
| 21. ledna 2017 20:45 | 7× 3× 1×             | souhrn  | 2× 3×      | AccorHotels Arena, Paříž Počet diváků: 8 324 Rozhodčí: Bonaventura, Bonaventura (FRA) |

| 22. ledna 2017 16:00 | Maďarsko | 27–25   | Dánsko   | La halle de glace Olympique, Albertville Počet diváků: 6 540 Rozhodčí: Boualloucha, Khenissi (TUN) |
| 22. ledna 2017 16:00 | Lékai 6  | (13–12) | Hansen 8 | La halle de glace Olympique, Albertville Počet diváků: 6 540 Rozhodčí: Boualloucha, Khenissi (TUN) |
| 22. ledna 2017 16:00 | 3×       | souhrn  | 1× 2×    | La halle de glace Olympique, Albertville Počet diváků: 6 540 Rozhodčí: Boualloucha, Khenissi (TUN) |

| 22. ledna 2017 16:00 | Bělorusko  | 22–41   | Švédsko        | Stade Pierre-Mauroy, Lille Počet diváků: 16 188 Rozhodčí: Nachevski, Nikolov (MKD) |
| 22. ledna 2017 16:00 | Karaljok 7 | (11–24) | Gottfridsson 8 | Stade Pierre-Mauroy, Lille Počet diváků: 16 188 Rozhodčí: Nachevski, Nikolov (MKD) |
| 22. ledna 2017 16:00 | 4× 2×      | souhrn  | 3× 1×          | Stade Pierre-Mauroy, Lille Počet diváků: 16 188 Rozhodčí: Nachevski, Nikolov (MKD) |

| 22. ledna 2017 18:00 | Německo              | 20–21  | Katar    | AccorHotels Arena, Paříž Počet diváků: 10 209 Rozhodčí: Gatelis, Mažeika (LTU) |
| 22. ledna 2017 18:00 | Glandorf, Groetzki 4 | (10–9) | Capote 9 | AccorHotels Arena, Paříž Počet diváků: 10 209 Rozhodčí: Gatelis, Mažeika (LTU) |
| 22. ledna 2017 18:00 | 5× 4×                | souhrn | 4× 3×    | AccorHotels Arena, Paříž Počet diváků: 10 209 Rozhodčí: Gatelis, Mažeika (LTU) |

| 22. ledna 2017 20:45 | Chorvatsko | 21–19  | Egypt      | Park&Suites Arena, Montpellier Počet diváků: 6 266 Rozhodčí: Gjeding, Hansen (DEN) |
| 22. ledna 2017 20:45 | Horvat 6   | (13–7) | El-Ahmar 5 | Park&Suites Arena, Montpellier Počet diváků: 6 266 Rozhodčí: Gjeding, Hansen (DEN) |
| 22. ledna 2017 20:45 | 3×         | souhrn | 4×         | Park&Suites Arena, Montpellier Počet diváků: 6 266 Rozhodčí: Gjeding, Hansen (DEN) |

### Čtvrtfinále
| 24. ledna 2017 17:00 | Norsko       | 31–28   | Maďarsko   | La halle de glace Olympique, Albertville Počet diváků: 6 540 Rozhodčí: Geipel, Helbig (GER) |
| 24. ledna 2017 17:00 | Lie Hansen 6 | (17–10) | Császár 11 | La halle de glace Olympique, Albertville Počet diváků: 6 540 Rozhodčí: Geipel, Helbig (GER) |
| 24. ledna 2017 17:00 | 7× 2×        | souhrn  | 3×         | La halle de glace Olympique, Albertville Počet diváků: 6 540 Rozhodčí: Geipel, Helbig (GER) |

| 24. ledna 2017 19:00 | Francie | 33–30   | Švédsko        | Stade Pierre-Mauroy, Lille Počet diváků: 28 010 Rozhodčí: López, Ramírez (ESP) |
| 24. ledna 2017 19:00 | Mahé 9  | (15–16) | Gottfridsson 7 | Stade Pierre-Mauroy, Lille Počet diváků: 28 010 Rozhodčí: López, Ramírez (ESP) |
| 24. ledna 2017 19:00 | 5× 3×   | souhrn  | 6× 3×          | Stade Pierre-Mauroy, Lille Počet diváků: 28 010 Rozhodčí: López, Ramírez (ESP) |

| 24. ledna 2017 20:45 | Slovinsko | 32–30   | Katar   | AccorHotels Arena, Paříž Počet diváků: 6 573 Rozhodčí: Horáček, Novotný (CZE) |
| 24. ledna 2017 20:45 | Marguč 6  | (18–15) | Roiné 8 | AccorHotels Arena, Paříž Počet diváků: 6 573 Rozhodčí: Horáček, Novotný (CZE) |
| 24. ledna 2017 20:45 | 3× 1×     | souhrn  | 4× 1×   | AccorHotels Arena, Paříž Počet diváků: 6 573 Rozhodčí: Horáček, Novotný (CZE) |

| 24. ledna 2017 20:45 | Španělsko   | 29–30   | Chorvatsko | Park&Suites Arena, Montpellier Počet diváků: 6 749 Rozhodčí: Gjeding, Hansen (DEN) |
| 24. ledna 2017 20:45 | Fernández 7 | (15–17) | Mamić 9    | Park&Suites Arena, Montpellier Počet diváků: 6 749 Rozhodčí: Gjeding, Hansen (DEN) |
| 24. ledna 2017 20:45 | 1× 4×       | souhrn  | 4× 2×      | Park&Suites Arena, Montpellier Počet diváků: 6 749 Rozhodčí: Gjeding, Hansen (DEN) |

### Semifinále
| 26. ledna 2017 21:00 | Francie  | 31–25   | Slovinsko | AccorHotels Arena, Paříž Počet diváků: 15 609 Rozhodčí: Geipel, Helbig (GER) |
| 26. ledna 2017 21:00 | Remili 6 | (15–12) | Dolenec 5 | AccorHotels Arena, Paříž Počet diváků: 15 609 Rozhodčí: Geipel, Helbig (GER) |
| 26. ledna 2017 21:00 | 3× 2×    | souhrn  | 2× 3×     | AccorHotels Arena, Paříž Počet diváků: 15 609 Rozhodčí: Geipel, Helbig (GER) |

| 27. ledna 2017 20:45 | Chorvatsko             | 25–28(PR) | Norsko   | AccorHotels Arena, Paříž Počet diváků: 10 324 Rozhodčí: Horáček, Novotný (CZE) |
| 27. ledna 2017 20:45 | Horvat 6               | (10–12)   | Myrhol 6 | AccorHotels Arena, Paříž Počet diváků: 10 324 Rozhodčí: Horáček, Novotný (CZE) |
| 27. ledna 2017 20:45 | 6× 4× 1×               | souhrn    | 4× 3×    | AccorHotels Arena, Paříž Počet diváků: 10 324 Rozhodčí: Horáček, Novotný (CZE) |
| 27. ledna 2017 20:45 | ZČ: 22–22, Prodl.: 3–6 |           |          | AccorHotels Arena, Paříž Počet diváků: 10 324 Rozhodčí: Horáček, Novotný (CZE) |

### Zápas o bronz
| 28. ledna 2017 20:45 | Slovinsko   | 31–30   | Chorvatsko | AccorHotels Arena, Paříž Počet diváků: 8 625 Rozhodčí: López, Ramírez (ESP) |
| 28. ledna 2017 20:45 | tři hráči 4 | (13–18) | Cindrić 7  | AccorHotels Arena, Paříž Počet diváků: 8 625 Rozhodčí: López, Ramírez (ESP) |
| 28. ledna 2017 20:45 | 2× 4×       | souhrn  | 3× 2×      | AccorHotels Arena, Paříž Počet diváků: 8 625 Rozhodčí: López, Ramírez (ESP) |

### Finále
| 29. ledna 2017 17:30 | Francie     | 33–26   | Norsko     | AccorHotels Arena, Paříž Počet diváků: 15 609 Rozhodčí: Gjeding, Hansen (DEN) |
| 29. ledna 2017 17:30 | Karabatić 6 | (18–17) | Tønnesen 5 | AccorHotels Arena, Paříž Počet diváků: 15 609 Rozhodčí: Gjeding, Hansen (DEN) |
| 29. ledna 2017 17:30 | 1× 2×       | souhrn  | 2× 4×      | AccorHotels Arena, Paříž Počet diváků: 15 609 Rozhodčí: Gjeding, Hansen (DEN) |

## Konečné pořadí
Pro umístění týmů na 5.–16. místě, tj. vyřazené osmifinalisty a čtvrtfinalisty, bylo rozhodujícím kritériem počet získaných bodů proti prvním čtyřem týmům šampionátu ze zápasů v základních skupinách.
| Poř.             | tým            |
| ---------------- | -------------- |
| Zlatá medaile    | Francie        |
| Stříbrná medaile | Norsko         |
| Bronzová medaile | Slovinsko      |
| 4.               | Chorvatsko     |
| 5.               | Španělsko      |
| 6.               | Švédsko        |
| 7.               | Maďarsko       |
| 8                | Katar          |
| 9.               | Německo        |
| 10.              | Dánsko         |
| 11.              | Bělorusko      |
| 12               | Rusko          |
| 13               | Egypt          |
| 14               | Island         |
| 15.              | Makedonie      |
| 16.              | Brazílie       |
| 17.              | Polsko         |
| 18.              | Argentina      |
| 19.              | Tunisko        |
| 20.              | Saúdská Arábie |
| 21.              | Chile          |
| 22.              | Japonsko       |
| 23.              | Bahrajn        |
| 24.              | Angola         |

### All Star tým
Na mistrovství světa byla vyhlášena ideální sestava v podobě All Star týmu a nejužitečnější hráč.
| Nejužitečnější hráč turnaje | Nejužitečnější hráč turnaje |
| --------------------------- | --------------------------- |
| nejužitečnější hráč         | Nikola Karabatić (FRA)      |
| All Star tým                |                             |
| Pozice                      | hráč                        |
| brankář                     | Vincent Gérard (FRA)        |
| pravé křídlo                | Kristian Bjørnsen (NOR)     |
| pravá spojka                | Nedim Remili (FRA)          |
| střední spojka              | Domagoj Duvnjak (CRO)       |
| levá spojka                 | Sander Sagosen (NOR)        |
| levé křídlo                 | Jerry Tollbring (SWE)       |
| pivot                       | Bjarte Myrhol (NOR)         |

## Statistiky turnaje
| Nejlepší střelci | Nejlepší střelci   | Nejlepší střelci | Nejlepší střelci | Nejlepší střelci | Nejlepší střelci |
| Poř.             | střelec            | tým              | branek           | střel            | %                |
| ---------------- | ------------------ | ---------------- | ---------------- | ---------------- | ---------------- |
| 1.               | Kiril Lazarov      | Makedonie        | 50               | 81               | 62               |
| 2.               | Sérgio Lopes       | Angola           | 47               | 88               | 53               |
| 3.               | Amine Bannour      | Tunisko          | 45               | 84               | 54               |
| 3.               | Kristian Bjørnsen  | Norsko           | 45               | 59               | 76               |
| 5.               | Niclas Ekberg      | Švédsko          | 43               | 60               | 72               |
| 6.               | Bjarte Myrhol      | Norsko           | 42               | 53               | 79               |
| 7.               | Sander Sagosen     | Norsko           | 41               | 79               | 52               |
| 8.               | Luka Cindrić       | Chorvatsko       | 39               | 65               | 60               |
| 8.               | Federico Fernandez | Argentina        | 39               | 58               | 67               |
| 10.              | Gábor Császár      | Maďarsko         | 38               | 55               | 69               |
| 10.              | Gašper Marguč      | Slovinsko        | 38               | 48               | 79               |
| 10.              | Jerry Tollbring    | Švédsko          | 38               | 46               | 83               |

| Nejlepší brankáři | Nejlepší brankáři      | Nejlepší brankáři | Nejlepší brankáři | Nejlepší brankáři | Nejlepší brankáři |
| Poř.              | brankář                | tým               | %                 | zákroků           | střel             |
| ----------------- | ---------------------- | ----------------- | ----------------- | ----------------- | ----------------- |
| 1.                | Espen Christensen      | Norsko            | 44                | 32                | 73                |
| 2.                | Andreas Wolff          | Německo           | 43                | 60                | 141               |
| 3.                | Vincent Gérard         | Francie           | 40                | 62                | 155               |
| 3.                | Niklas Landin Jacobsen | Dánsko            | 40                | 66                | 167               |
| 3.                | Andreas Palicka        | Švédsko           | 40                | 51                | 127               |
| 6.                | Mikael Appelgren       | Švédsko           | 39                | 55                | 141               |
| 7.                | Rodrigo Corrales       | Španělsko         | 36                | 43                | 121               |
| 7.                | Maik dos Santos        | Brazílie          | 36                | 46                | 129               |
| 7.                | Silvio Heinevetter     | Německo           | 36                | 25                | 69                |
| 10.               | Makrem Missaoui        | Tunisko           | 35                | 73                | 210               |